# Erwise
Erwise는 현재 중단된 최초의 웹 브라우저이다. Erwise는 그래픽 사용자 인터페이스를 갖추면서 대중들이 사용할 수 있게 만들어졌다.

## 같이 보기
- 팀 버너스리